# Dodecapharmacum
Un dodecapharmacum es un medicamento compuesto de doce ingredientes.
El más conocido fue el Ungüento de los Apóstoles (latín: Apostolorum unguentum), o Ungüento de Venus (latín: unguentum Veneris), que era un ungüento atribuido a Avicena hecho de doce ingredientes. Los ingredientes eran trementina, cera, goma amoniacal (obtenida de la resina de Ferula ammoniacum), raíces de clematítide, olíbano, bedelio, mirra y gálbano, bisabol, cardenillo, litargirio, además de aceite de oliva y vinagre. A este ungüento se le atribuían propiedades detersivas, anti-gangrenosas y cicatrizantes.
Avicena describe los ingredientes y proporciones de dicha receta en el libro 5 de El Canon de medicina. Algunos escritores posteriores han cuestionado si el título de la receta "Ungüento de los Apóstoles" o "Ungüento de Venus" fue utilizado por el propio Avicena, sin embargo, cuando se imprimió por primera vez una versión árabe del Canon en 1593 en Roma, la receta número 442 (en cifras arábigas orientales: ٤٤٢) se tituló "ungüento de los Apóstoles" (árabe: مرهم الرسل marham-ur-rusul ), posiblemente porque tenía el mismo número de ingredientes como los apóstoles de Jesús.
El nombre "Ungüento de los Apóstoles" para la receta de 12 ingredientes aparece en las obras del sacerdote dominico Teodorico Borgognoni (1267) y en el Inventarium sive chirugia magna de Guy de Chauliac (década de 1330). Textos de farmacia renacentista como el Antidotarium Romanum (Roma, 1590) también incluyen la receta como Unguentem Apostolorum. El equivalente árabe del latín Unguentum Apostolorum se encuentra en textos médicos árabes posteriores, como las traducciones al árabe del médico cristiano nestoriano David de Antioquía (muerto en 1596).    
El nombramiento del ungüento de los Apóstoles como ungüento de Venus ocurre en las obras del cirujano flamenco Jehan Yperman (c.1260-c.1330). Sin embargo, muchos remedios también eran llamados "...de Venus" y en la Antigüedad también fue ampliamente conocido un colirio llamado "el emplasto de Isis", distinto del posterior "Ungüento de Venus". 
En 1899 Mirza Ghulam Ahmad, fundador de la Comunidad Ahmadía, afirmó que este ungüento era conocido como el "Ungüento de Jesús" (árabe: مرهم عيسى marham-i-Isa) y había ayudado a Jesús a recuperarse de las heridas de la crucifixión, en apoyo de su afirmación de que Jesús no murió ni resucitó sino que se salvó para seguir predicando.